# Yanga Fernández
Yanga (Yan) Roland Fernández (ur. 10 czerwca 1971) – kanadyjsko-amerykański astronom. Wraz z Scottem Sheppardem odkrył 25 księżyców Jowisza.